# 长柄裂瓜
长柄裂瓜（学名：Schizopepon longipes）为葫芦科裂瓜属下的一个种。其种加词“Longipes”意为“长梗的”，“长柄的”。